# 佐藤平
佐藤 平（さとう たいら、1982年2月6日 - ）は、日本の元ラグビー選手。

## プロフィール
- 秋田県出身[1]。
- ポジションはロック(LO)。
- 身長 192cm、体重 110kg
- 日本代表キャップは3。
- U19日本代表に選ばれたことがある[2]。

## 略歴
高校からラグビーを始めた。
2000年、秋田中央高校卒業後、法政大学に入る。
2004年、法政大学卒業後、NECグリーンロケッツに加入。同年9月25日に行われたジャパンラグビートップリーグ第2節の三洋電機ワイルドナイツ戦に途中出場で公式戦初出場を果たす。 
2011年、現役を引退した。